# Spadotettix subansiriensis
Spadotettix subansiriensis är en insektsart som beskrevs av Shishodia 1991. Spadotettix subansiriensis ingår i släktet Spadotettix och familjen torngräshoppor. Inga underarter finns listade i Catalogue of Life.